# Коко (Флорида)
Коко (англ. Cocoa) — город в округе Бревард штата Флорида, США.

## География
По данным Бюро переписи населения США площадь города составляет 39,9 км², из них 34,5 км² — суша и 5,4 км² — открытые водные пространства. Расположен на востоке центральной части штата.

## Население
По данным переписи 2010 года население города составляет 17 140 человек.
По данным переписи 2000 года население города насчитывало 16 418 человек. Расовый состав: белые — 62,47 %; афроамериканцы — 32,28 %; азиаты — 0,94 %; коренные американцы — 0,63 %; другие расы — 1,58 %; представители двух и более рас — 1,87 %. На каждые 100 женщин приходится в среднем 90,5 мужчины. Средний возраст населения — 36 лет

## Города-побратимы
- Бейт-Шемеш, Израиль (7 октября 2007 года)[4]